# Tram van Berlijn
De tram van Berlijn is het trambedrijf van de Duitse hoofdstad Berlijn. Sinds de opheffing van de laatste tramlijnen in West-Berlijn in 1967 reden er alleen nog trams in Oost-Berlijn. In 1995 kwam er weer een tramlijn in het westen.

## Algemeen
De Berliner Verkehrsbetriebe (BVG) werd in 1929 een van de grootste openbaarvervoerondernemingen ter wereld. Haar voorlopers waren talrijke, grote en kleine vervoerbedrijven. De exploitatie van tramlijnen in Berlijn concentreert zich anno 2015 voor het overgrote deel in het voormalige Oost-Berlijn. De tram was tot 1930 in Berlijn het belangrijkste vervoermiddel maar werd, door de grote afstanden in de stad, overvleugeld door het U-Bahn(metro)- en S-Bahnbedrijf.
Het normaalsporige tramnet heeft een lengte van 189,4 kilometer en 377 haltes; 22 lijnen berijden een lijnennet van circa 300 kilometer. In 2010 vervoerde de Berliner Straßenbahn 166,5 miljoen reizigers.

## Geschiedenis

### Beginperiode
In 1847 startte de Concessionierte Berliner Omnibus Compagnie een paardenomnibuslijn in de stad en daarmee werd Berlijn de eerste stad in Duitsland met een regelmatige vorm van openbaar vervoer. In 1864, op het hoogtepunt van deze exploitatievorm, waren er 36 van deze bedrijven in de stad.
In 1865 kwam de volgende noviteit: een paardentramlijn. Het rijden over stoffige of kletsnatte, hobbelige straten werd vervangen door een voertuig dat door een paard over twee gelijk uit elkaar liggende ijzeren rails werd getrokken. De eerste lijn reed van de Brandenburger Tor naar Charlottenburg.
Net als eerder ontstonden vele navolgers die allemaal een of meer paardentramlijnen startten. Vrij ondernemerschap in het openbaar vervoer bestond toen nog. In die tijd ontstond een bedrijf, Große Berliner Pferde-Eisenbahn genoemd, die later tot een van de grootste ondernemingen uitgroeide, namelijk de Große Berliner Straßenbahn (GBS).
In 1881 werd weer verkeershistorie geschreven. Een proef van Werner von Siemens in Groß-Lichterfelde met een door middel van elektriciteit voortgedreven voertuig slaagde goed. Dit was de geboorte van de elektrische tram. Eerst was het nog een proefbedrijf om het weifelachtige stadsbestuur van het nut van deze vervoersvorm te overtuigen.
Feitelijk was de proef ook bedoeld om hen te overtuigen van het aanleggen van een boven de straten aan te leggen spoorverbinding waarbij de voertuigen voortgedreven zouden worden met behulp van elektriciteit.
Het conservatieve deel van het gemeenteraadsbestuur won de strijd echter en pas 21 jaar later werd de eerste Berlijnse Hochbahn geopend.
Het proefproject van Siemens bestond uit een voertuig dat zijn stroom via de rails kreeg, dus moest de gehele baan afgeschermd worden. Het verliep niet geheel naar wens en werd later opgeheven.

### Elektrificatie
De serieuze elektrificatie van het paardentramnet kon pas aan het einde van de 19e eeuw plaatsvinden. De uit de Verenigde Staten overgewaaide uitvinding van Frank Sprague waarbij stroom voor de wagens door middel van een boven de weg gespannen koperen draad naar de motoren werd gevoerd, vond toen ook zijn weg naar Europa.
In 1896 opende de GBS de eerste elektrische tramlijn van de binnenstad naar Treptow. In 1902 was de elektrificatie van alle paardentramlijnen een feit.
In 1899 werd een van de eerste ondergrondse tramtrajecten ter wereld geopend (Boston was eerder) en wel onder de rivier de Spree. In 1932 werd deze verbinding naar Stralau opgeheven omdat bleek dat de tunnel toch niet zo goed geconstrueerd was.

### Voorlopers van de BVG
De ondernemingsgeschiedenis van de Berlijnse tram is gecompliceerd. Er waren privéondernemingen die door overnames en fusies in hoog tempo in elkaar over- en opgingen. Daarnaast hadden de steden Berlijn, Köpenick, Rixdorf, Mariendorf, Britz, Niederschönhausen, Friedrichshagen, Heiligensee en Französisch Buchholz allemaal aparte gemeentelijke bedrijven. Het maakte het voor de talloze passagiers niet gemakkelijker op. De reistijden waren lang in en tussen de aan elkaar groeiende steden en ieder bedrijf had zijn eigen structuur wat betreft de tarieven.
In Berlijn was de GBS de grootste onderneming en deze was in staat allerhande bedrijven op te kopen en in haar net te integreren. In 1920 fuseerde GBS met BESTAG (Berliner Straßenbahn A.G. – een gemeentelijk bedrijf) die in 1929 de BVG oprichtten.
De BVG nam ook de talrijke busbedrijven, de metro en de Hochbahnen in de stad over en op die manier ontstond een openbaarvervoerbedrijf dat een van de grootste ter wereld was.
De oprichting van de BVG betekende dat er 89 tramlijnen met een netlengte van 634 kilometer waren; 4.000 trams en werkgelegenheid voor 14.400 personen. In 1929 werden bijna 1 miljard passagiers vervoerd. Eind 1929 was het tramnet tot 93 lijnen gegroeid.

### Crisis en Tweede Wereldoorlog
Na het hoogtepunt in 1929 betekende de Grote Depressie ook voor Berlijn dat hier en daar onrendabele lijnen alweer werden opgeheven. In 1938 waren er nog 71 tramlijnen, 2800 trams en 12.500 medewerkers. Het busnet was consequent vergroot en vanaf 1933 waren er enkele trolleybuslijnen.
Gedurende de Tweede Wereldoorlog steeg het vervoer enorm. Opgeheven tramlijnen werden weer in dienst genomen en er ontstonden nieuwe aansluitingen naar grote (oorlogs)bedrijven en -havens en er werd een grootscheeps goederenvervoer per tram ingesteld. Het gebruik van bussen liep, door de sterke rantsoenering van brandstoffen, tot bijna niets terug.
Vanaf 1943 namen de bombardementen door de geallieerden sterk toe en de BVG, en haar medewerkers, leden daar sterk onder. Er was geen dag meer zonder onderbrekingen, schades en een normale dienstuitvoering. De stroom viel regelmatig uit en het rijden in het donker was op een paar lijnen na, bijna niet meer mogelijk.
Tijdens de bombardementen werden naast gebouwen vaak ook trams getroffen en er vielen talrijke doden onder medewerkers en passagiers. Geschat wordt dat van 1943 tot de capitulatie in 1945 ongeveer 1500 mensen in de trams de dood vonden.
De laatste dagen tijdens gevechten in en de val van Berlijn in het voorjaar van 1945 was er geheel geen openbaar vervoer en werd bijna het gehele tramnet verwoest.

### Periode na 1945
Vier weken na de val van Berlijn reden er op bescheiden schaal weer trams en eind 1945 kon 320 kilometer weer worden geëxploiteerd.
Op 1 augustus 1949 ontstonden er door politieke spanningen twee vervoerbedrijven: BVG-West in de westelijke sector en de BVG-Ost, vanaf 1969 VEB Kombinat Berliner Verkehrsbetriebe (BVB) - in de Sovjetsector. Er blijven 36 tramlijnen in het westen en 13 in het oosten over.
In 1953 werden doorgangslijnen van de westelijke naar de oostelijke sector opgeheven. BVG-West interpreteerde het inzetten van vrouwelijk personeel door BVG-Ost als een provocatie en zegde daardoor de samenwerking op. De doorgangslijnen werden in tweeën geknipt, passagiers die over de sectorgrenzen heen wilden reizen moesten de tram verlaten, te voet de sectorgrens passeren en daarna verder met de tram van het afgesplitste bedrijf. Men kon nog wel hetzelfde vervoerbewijs gebruiken.

#### West-Berlijn
Vanaf 1954 ontstond in de West-Berlijnse verkeerspolitiek steeds meer twijfel over het nut en de duurzaamheid van de tram als vervoermiddel. Ze werd, en dit idee werd gevoed door de opheffing of sterke reductie van de tram in enkele andere grote Europese metropolen zoals Londen, Hamburg, Glasgow, Rome en Birmingham, als overbodig gezien als er maar een dicht net van metro- en S-Bahnlijnen zou zijn. Dit net zou dan worden aangevuld met buslijnen.
De industrie voor het bouwen van goede en degelijke trams verkeerde in een crisis en in Berlijn wilde men niet, zoals elders wel succesvol (bijvoorbeeld in Brussel) was, overstappen op de Amerikaanse PCC-techniek.
De, nu als zodanig gekwalificeerde denkfout, dat de tram, met haar eigen baan en lage snelheid, het autoverkeer hinderde, werd in die tijd ontwikkeld. Dit probleem zou alleen opgelost kunnen worden door het openbaar vervoer ondergronds af te wikkelen.
De eerste op te heffen tramlijnen waren 76 en 79 die hinderlijk aanwezig waren op de Kurfürstendamm en vervangen werden door de buslijnen 19 en 29.
De realiteit was dat elk jaar daarna wel een of meer tramlijnen werden opgeheven ten gunste van een buslijn en slechts sporadisch, vanzelfsprekend wegens de enorme kosten, door verlengingen van het metronet.
Eind 1962 waren er in West-Berlijn nog 18 tramlijnen en op dat moment waren het noordwesten en de ‘Franse sector’ van de stad al zonder tram. In 1965 werd de laatste trolleybuslijn opgeheven. Eind 1965 waren er nog 8 tramlijnen over en de opheffing volgde in hoog tempo. De laatste tram in het tijdperk van het IJzeren Gordijn reed op 2 oktober 1967. Het was lijn 55 die van Bahnhof Zoo naar Spandau reed.

#### Oost-Berlijn
De splitsing in twee bedrijven was voor BVG-Ost in zoverre rampzalig omdat de onderhoudsmogelijkheden van de trams zich bijna allemaal in de westelijke sector bevonden. Op die manier kon geen normaal onderhoud plaatsvinden en het herstellen van aanrijdingsschade en het lakken van de wagens werd ernstig belemmerd. BVG-Ost was aangewezen op allerlei kleine bedrijven die veelal in particuliere handen waren. Het staatsbedrijf LOWA (Lokomotiv- und Waggonsbau) kon enigszins helpen met het grote onderhoud.
Terwijl West-Berlijn zich spiegelde aan metropolen als Parijs en Londen, richtte Oost-Berlijn zich naar het oosten. Vooral Moskou, waar de aanleg van honderd meter brede boulevards zonder tramlijnen gestalte kreeg, werd bewonderd. Veel tramlijnen werden ook hier opgeheven maar de situatie zoals in West-Berlijn werd niet bereikt of gewenst. Veelal ontbrak ook het geld voor het opheffen van de tram. Het was feitelijk goedkoper door te blijven rijden met slecht trammaterieel dan kwalitatief dubieus autobusmaterieel aan te schaffen. Ook deze industrietak verkeerde in het oosten in een crisis en de enige bussen die gekocht konden worden, waren Ikarusbussen uit Hongarije en Škodabussen uit Tsjechoslowakije.
Het keerpunt van de Oost-Berlijnse tram was eind jaren zeventig de aanleg van tramlijnen naar nieuwbouwwijken ten oosten van de stad. Marzahn, Hohenschönhausen en Hellersdorf werden op het tramnet aangesloten. Nieuw voor die tijd was ook de inpassing van de lijnen in de nieuwe wijken: ze reden op eigen baan, ongehinderd door het (spaarzame) autoverkeer.
Overwegingen om de tram te behouden werden ook door een verandering in de energiepolitiek van de DDR ingegeven. Kreeg men voor de energiecrisis aardolie tegen zeer lage prijs uit de Sovjet-Unie, na de crisis moest daar meer en meer voor worden betaald. De trambedrijven kregen hun stroom in de DDR voornamelijk door het verbranden van bruinkool en waren zo minder afhankelijk van de schommelingen van de aardolieprijs. Tevens was men niet van het buitenland afhankelijk.

### Na de Duitse hereniging
Na de Duitse hereniging in 1990 werden in 1992 de bedrijven BVG (West) en BVB (Ost) verenigd in de Berliner Verkehrsbetriebe. Vanwege de slechte staat van onderhoud van zowel rails, bovenleiding als trammaterieel gingen stemmen op om de Oost-Berlijnse tramlijnen maar op te heffen.
Omdat de tram in veel grote Europese steden een herleving onderging, achtte men het echter onverstandig de tram op te heffen. Als reactie daarop werden door enkele politici plannen geopperd voor het weer invoeren van de tram in West-Berlijn.
In 1995 kwam het echt zover: er reed voor het eerst sinds 1967 weer een tram in West-Berlijn. Een Oost-Berlijnse tramlijn werd over de Bornholmer Brücke verlengd naar het westen. In drie bouwetappes werden het Rudolf-Virchow-Klinikum, de Osloer Straße en de Müllerstraße, alle in de wijk Wedding gelegen, aangesloten op het tramnet.

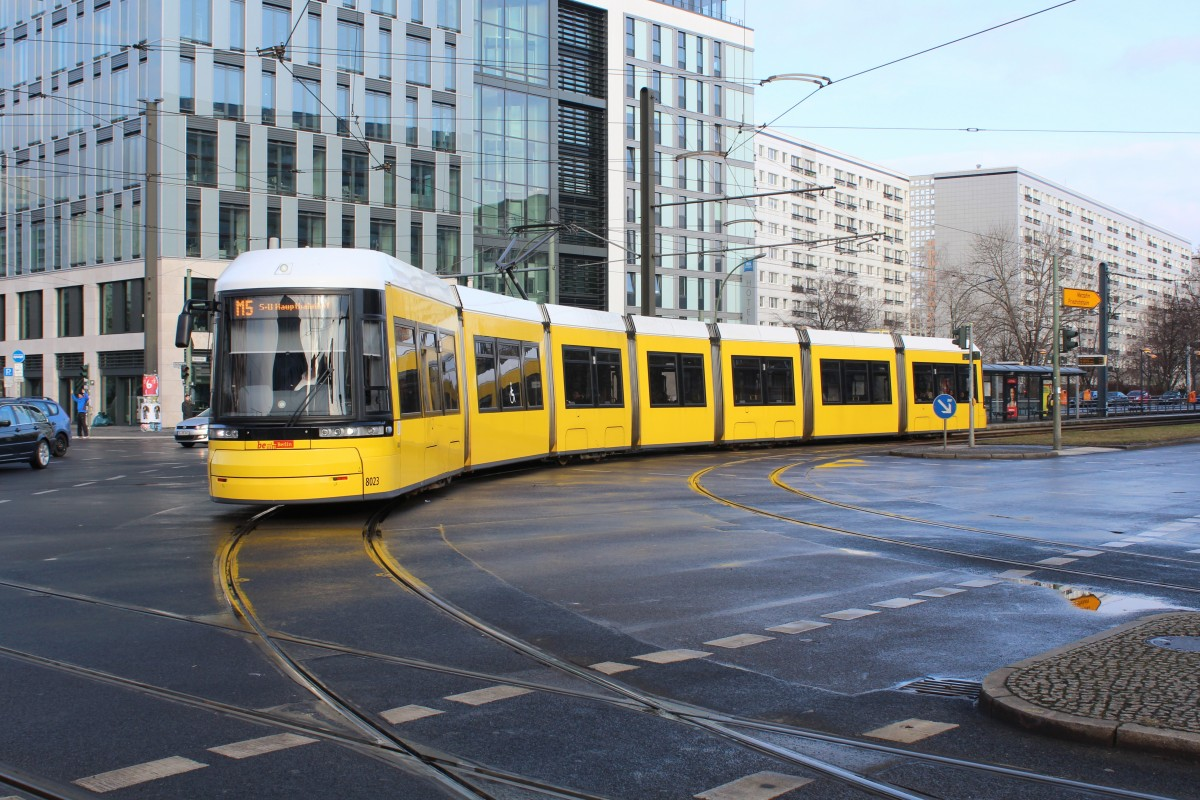
Bombardier tram op de lijn M5.

In het oosten werd in 1997 eindelijk het station Friedrichstraße rechtstreeks per tram bereikbaar. Voorheen moesten overstappende reizigers hier een flink eind lopen. Ook werd in die jaren over de Alexanderplatz weer een tramlijn aangelegd, waardoor de tram weer in het hart van het centrum van de stad opereerde. Vanwege de slechte economische situatie en de enorme kosten van de wederopbouw van de stad, bleef het voorlopig bij deze kleine verbeteringen.
In 2006 kwam het eerste deel van de verlenging van tramlijn M10 gereed. Vanaf het voormalige eindpunt nabij de Eberswalder Straße werd de lijn via de Bernauer Straße (voormalig West-Berlijn) verlengd tot aan het Nordbahnhof. Op 14 december 2014 werd de tramlijn M5 verlengd via de Invalidenstraße tot Hauptbahnhof (eindhalte Lüneburgerstrabe). Vanaf 28 augustus 2015 rijden de tramlijnen M8 en M10 tot Hauptbahnhof door. Dit is de tweede doorbraak van de tram naar West-Berlijn.
In 2007 kwam een verlenging van tramlijn M2 via de Karl-Liebknecht-Straße tot aan de Alexanderplatz gereed. De verbinding via de Neue- en Alte Schönhauserstraße werd tegelijkertijd buiten dienst gesteld.

### Toekomst
De toekomst voor sommige lijnen ziet er somber uit. Het aantal van 15.000 tot 20.000 passagiers per dag dat een tramlijn toch nodig heeft om een goede frequentie te kunnen aanbieden, wordt bij vele tramlijnen niet gehaald.
Belangrijke tramlijnen zijn gepromoveerd tot 'Metro-Linien', een verwarrende aanduiding voor tram- en buslijnen die van zulk groot belang zijn dat dag en nacht gereden wordt en overdag minstens om de 10 minuten en om de 30 minuten in de stille uren van de nacht. Deze lijnen kregen een ‘M’ voor het lijnnummer om ze te onderscheiden van de ‘gewone’ lijnen.
Plannen die leiden tot verlengingen of verbeteringen van het tramnet lopen parallel met de aanschaf van modern trammaterieel. De erfenis van het Oost-Berlijnse tramnet bestond uit honderden Tatra-trams en tientallen kleine Reko- en Gothatrams. Door de aanschaf van moderne lagevloertrams van Siemens en de nu in bestelling zijnde Bombardier Incentrotrams is het comfort wel enorm toegenomen.
Op de lange termijn denkt men aan een tramnet van rond de 200 kilometer waarbij de uitbreidingen in het westen van Berlijn na de reeds gerealiseerde aansluiting van het nieuwe Hauptbahnhof, de gewenste herintroductie van de ‘Kleine Ring’ (lijn 10) zal zijn, die net als vroeger, een grote cirkel rond de beide stadscentra beschrijven zal. Tegen die tijd denkt men ook aan 300 trams genoeg te hebben.

## Lijnennet

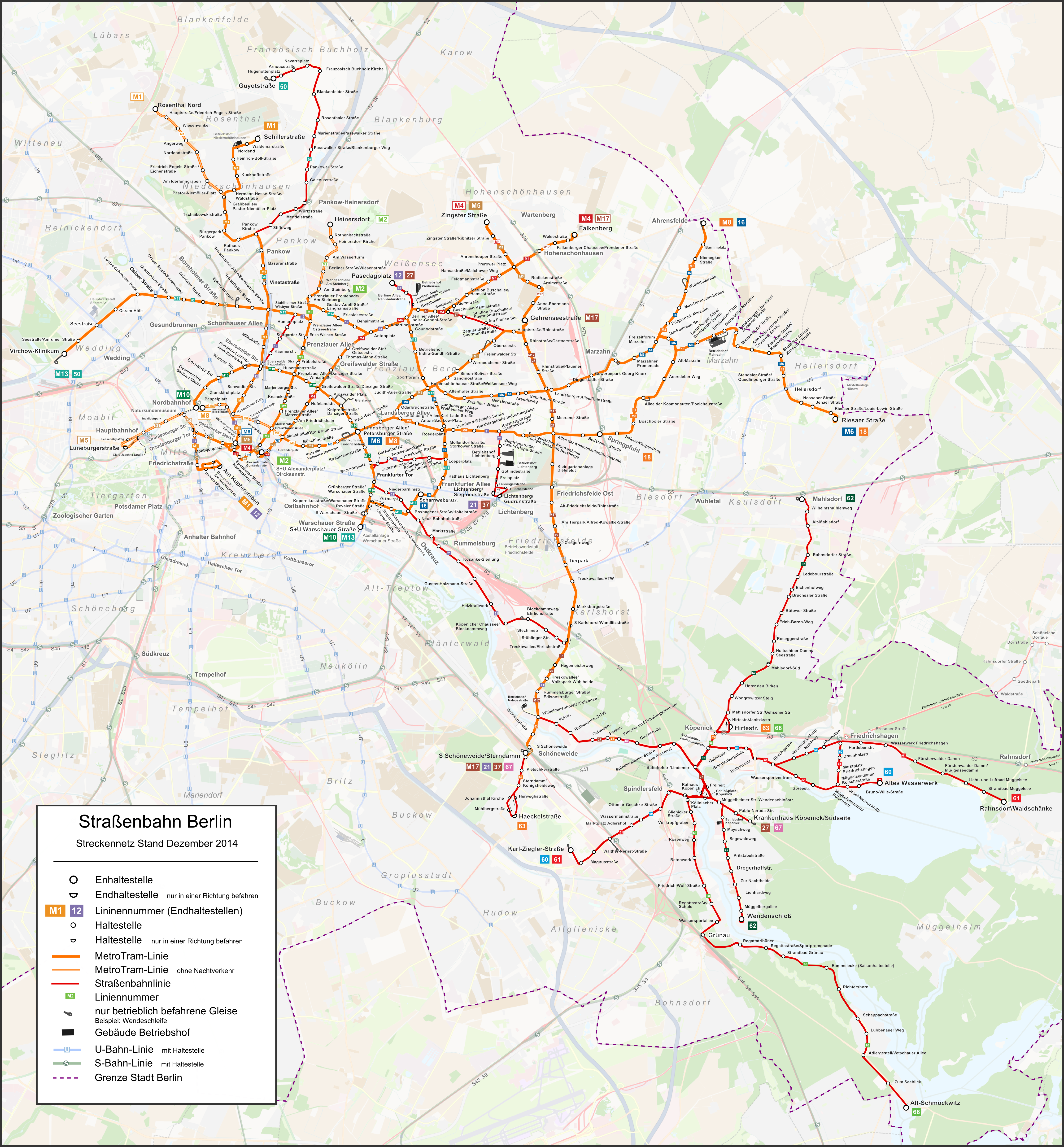
Netkaart 2015

Na de introductie van de Metro-Linien zijn er in Berlijn 22 tramlijnen over: 9 M-lijnen en 13 gewone tramlijnen.

### Lijnenoverzicht (15 december 2019)
| Lijn | Route | Lengte (km) | Aantal haltes |
| ---- | --- | ----------- | ------------- |
| M1   | Mitte – Friedrichstraße – Oranienburger Tor – Oranienburger Straße – Hackescher Markt – Weinmeisterstraße – Rosenthaler Platz – Eberswalder Straße – Schönhauser Allee – Schönhauser Allee/Bornholmer Straße – Pankow – Pankow Kirche – Grabbeallee/Pastor-Niemöller-Platz – Niederschönhausen, Schillerstraße of Rosenthal Nord                                           | 12,4        | 39            |
| M2   | Alexanderplatz/Dircksenstraße – Mollstraße/Prenzlauer Allee – Prenzlauer Allee/Danziger Straße – Prenzlauer Allee – Prenzlauer Allee/Ostseestraße – Am Steinberg – Heinersdorf | 06,5        | 18            |
| M4   | Hackescher Markt – Alexanderplatz/Gontardstraße – Mollstraße/Otto-Braun-Straße – Greifswalder Straße/Danziger Straße – Greifswalder Straße – Antonplatz – Buschallee/Hansastraße – Prerower Platz – Falkenberg of Hohenschönhausen | 11,4        | 29            |
| M5   | Moabit – Hauptbahnhof – Naturkundemuseum – Oranienburger Tor – Oranienburger Straße – Hackescher Markt – Alexanderplatz/Gontardstraße – Mollstraße/Otto-Braun-Straße – Landsberger Allee/Petersburger Straße – Landsberger Allee – Hohenschönhauser Straße – Alt-Hohenschönhausen – Gehrenseestraße – Prerower Platz – Hohenschönhausen, Zingster Straße                   |             | 38            |
| M6   | Hackescher Markt – Alexanderplatz/Gontardstraße – Mollstraße/Otto-Braun-Straße – Landsberger Allee/Petersburger Straße – Landsberger Allee – Hohenschönhauser Straße – Landsberger Allee/Rhinstraße – Marzahn – Jan-Petersen-Straße – Hellersdorf – Hellersdorf, Riesaer Straße                                                                                            | 19,2        | 39            |
| M8   | Moabit - Hauptbahnhof - Naturkundemuseum – Nordbahnhof – Rosenthaler Platz – Rosa-Luxemburg-Platz – Mollstraße/Prenzlauer Allee – Mollstraße/Otto-Braun-Straße – Landsberger Allee/Petersburger Straße – Landsberger Allee – Roederplatz – Herzbergstraße/Siegfriedstraße – Allee der Kosmonauten/Rhinstraße – Springpfuhl – Jan-Petersen-Straße – Ahrensfelde/Stadtgrenze |             | 40            |
| M10  | Moabit, Lüneburger Straße – Hauptbahnhof – Naturkundemuseum – Nordbahnhof – Bernauer Straße – Friedrich-Ludwig-Jahn-Sportpark – Eberswalder Straße – Prenzlauer Allee/Danziger Straße – Greifswalder Straße/Danziger Straße – Landsberger Allee/Petersburger Straße – Frankfurter Tor – Warschauer Straße                                                                  | 10,6        | 27            |
| M13  | Wedding, Virchow-Klinikum – Seestraße – Osloer Straße – Bornholmer Straße – Schönhauser Allee/Bornholmer Straße – Prenzlauer Allee/Ostseestraße – Antonplatz – Hohenschönhauser Straße – Roederplatz – Loeperplatz – Frankfurter Allee – Warschauer Straße | 17,1        | 39            |
| M17  | Falkenberg – Prerower Platz – Gehrenseestraße – Landsberger Allee/Rhinstraße – Allee der Kosmonauten/Rhinstraße – Friedrichsfelde Ost – Tierpark – Karlshorst – Wilhelminenhofstraße/Edisonstraße – Schöneweide | 15,5        | 32            |
| 12   | Mitte, Am Kupfergraben – Friedrichstraße – Oranienburger Tor – Naturkundemuseum – Nordbahnhof – Eberswalder Straße – Prenzlauer Allee/Ostseestraße – Antonplatz – Weißensee, Pasedagplatz | 10,7        | 28            |
| 16   | Frankfurter Allee – Loeperplatz – Roederplatz – Hohenschönhauser Straße – Landsberger Allee/Rhinstraße – Marzahn – Ahrensfelde/Stadtgrenze | 13,6        | 25            |
| 18   | Springpfuhl – Hellersdorf – Hellersdorf, Riesaer Straße | 13,6        | 20            |
| 21   | Lichtenberg/Gudrunstraße – Herzbergstraße/Siegfriedstraße – Loeperplatz – Frankfurter Tor – Boxhagener Straße/Holteistraße – Berlin-Rummelsburg - Treskowallee/Ehrlichstraße – Wilhelminenhofstraße/Edisonstraße – Schöneweide | 16,5        | 41            |
| 27   | Krankenhaus Köpenick/Südseite – Schloßplatz Köpenick – Bahnhofstraße/Lindenstraße – Wilhelminenhofstraße/Edisonstraße – Karlshorst – Tierpark – Friedrichsfelde Ost – Allee der Kosmonauten/Rhinstraße – Landsberger Allee/Rhinstraße – Hauptstraße/Rhinstraße – Buschallee/Hansastraße – Weißensee, Pasedagplatz                                                          | 20,7        | 45            |
| 37   | Lichtenberg/Gudrunstraße – Herzbergstraße/Siegfriedstraße – Allee der Kosmonauten/Rhinstraße – Friedrichsfelde Ost – Tierpark – Karlshorst – Wilhelminenhofstraße/Edisonstraße – Schöneweide | 11,3        | 23            |
| 50   | Wedding, Virchow-Klinikum – Seestraße – Osloer Straße – Bornholmer Straße – Schönhauser Allee/Bornholmer Straße – Pankow – Pankow Kirche – Pankow-Heinersdorf – Französisch Buchholz, Guyotstraße | 14,4        | 32            |
| 60   | Johannisthal, Haeckelstraße – Schöneweide – Wilhelminenhofstraße/Edisonstraße – Bahnhofstraße/Lindenstraße – Friedrichshagen – Friedrichshagen, Altes Wasserwerk |             | 35            |
| 61   | Adlershof, Karl-Ziegler-Straße – Adlershof – Spindlersfeld – Schloßplatz Köpenick – Bahnhofstraße/Lindenstraße – Friedrichshagen – Rahnsdorf/Waldschänke | 15,1        | 31            |
| 62   | Wendenschloß – Schloßplatz Köpenick – Bahnhofstraße/Lindenstraße – Köpenick – Mahlsdorf-Süd – Mahlsdorf | 12,2        | 31            |
| 63   | Adlershof, Karl-Ziegler-Straße – Adlershof – Spindlersfeld – Schloßplatz Köpenick – Bahnhofstraße/Lindenstraße – Köpenick – Mahlsdorf-Süd – Mahlsdorf, Rahnsdorfer Straße |             | 26            |
| 67   | Krankenhaus Köpenick, Südseite – Schloßplatz Köpenick – Bahnhofstraße/Lindenstraße – Wilhelminenhofstraße/Edisonstraße – Schöneweide | 08,1        | 19            |
| 68   | Köpenick – Bahnhofstraße/Lindenstraße – Schloßplatz Köpenick – Grünau – Alt-Schmöckwitz | 14,5        | 27            |

## Korte voertuiggeschiedenis

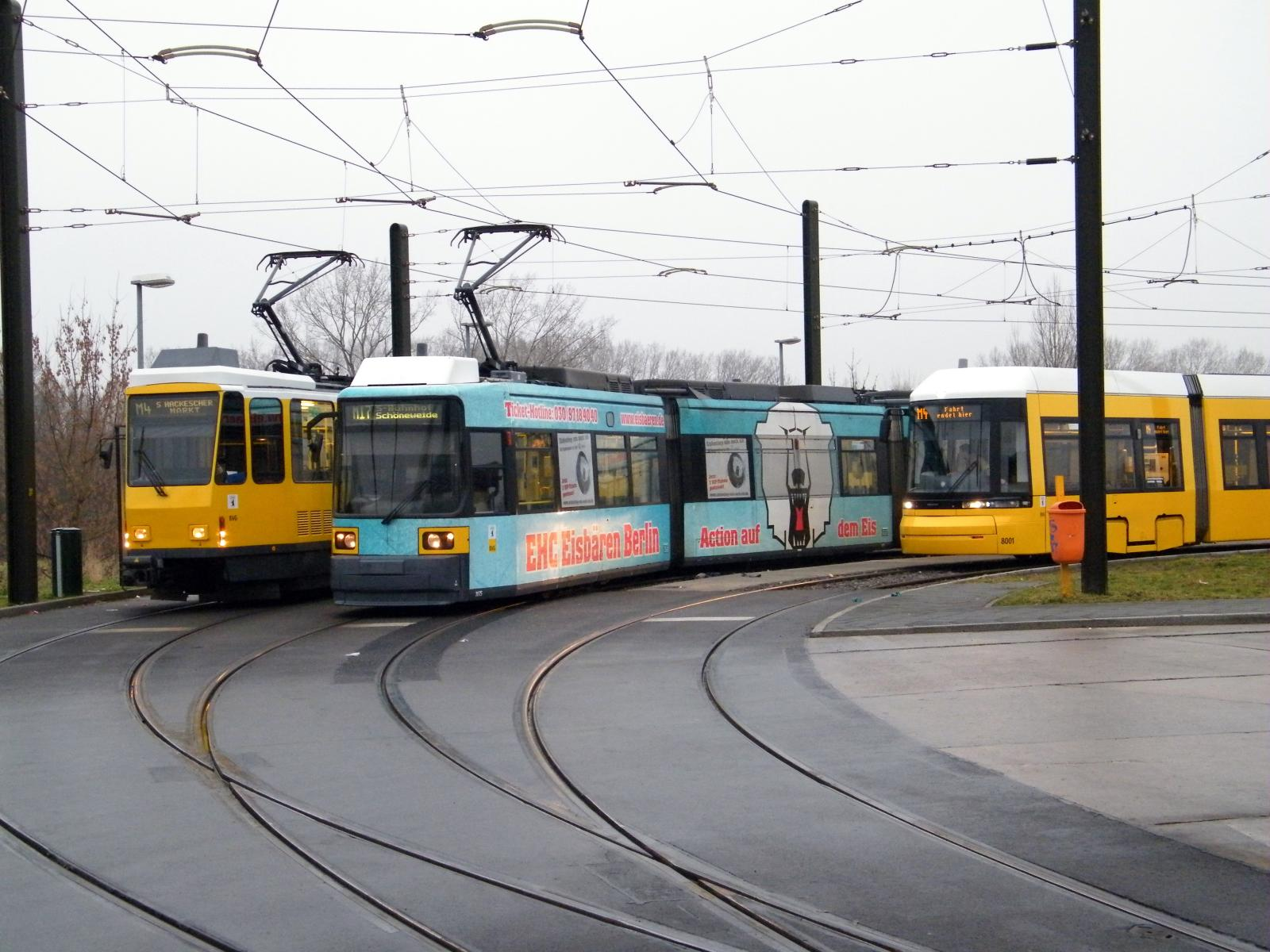
De typen trams die tussen 1976 en 2020 aan Berlijn geleverd zijn.

In de jaren twintig was Berlijn één grote, bonte verzameling van verschillende soorten en maten trams en aanhangers. Relatief vroeg, voor Europese begrippen, schafte Berlijn trams aan met zogenaamde maximumdraaistellen, die een veel grotere passagierscapaciteit dan gebruikelijk hadden. Vaak wel 80 in plaats van het gebruikelijke 50 voor een tweeassige motorwagen.
Het eerste echte Berlijnse model ‘eenheidswagen’ waren de door Behrens gebouwde series T (Triebwagen) 24/B (Beiwagen) 24 waarvan er 1300 werden aangeschaft. Andere belangrijke grote bestellingen waren trams van de series TM33, TM34 en TM36. Na de Tweede Wereldoorlog werden in West-Berlijn, op enkele experimentele wagens na, geen nieuwe trams meer in dienst gesteld.
Vanaf 1959 werden in Oost-Berlijn, door RAW Schöneweide, trams van het type T24 verbouwd tot zogenaamde Rekotrams die aangeduid werden met de types TE59, TE63 en TE64. Deze aanpassing bestond vaak slechts uit het maken van een nieuwe carrosserie, het opknappen van de motoren en het draaistel en verbeteren van verwarming en het vernieuwen van de stoelen.
De instroom, vanaf 1970, van grote aantallen door Tatra in Tsjechoslowakije gebouwde, trams van het Tatratype (afgeleid van de PCC) betekende een grote modernisering. Deze wagens, die met drie enkele wagens of drie gelede wagens gekoppeld ingezet konden worden, konden de enorme vervoersstromen in die tijd goed aan. Na de ‘Wende’ bezat BVB Ost in 1990 1024 trams.
In 2006 beschikte de BVG over twee verschillende types, totaal ongeveer 600 trams. Enerzijds de in de jaren 1993-1997 gemoderniseerde Tatra's (KT4D, T6A2) en anderzijds nieuwe Siemens lagevloertrams in een eenrichtings- en tweerichtingsuitvoering (GT6N, GT6N-Z).
In 2005 werden de specificaties van 152 nieuw te bestellen trams Europees uitgeschreven; deze werd door Bombardier gewonnen. Dit betekent een investering van € 400.000.000,–.
Op 29 juni 2009 besloot de BVG voor 305,3 miljoen euro 99 Flexity-Bahnen aan te schaffen, waarvan 40 een lange en 59 een korte uitvoering krijgen. In september 2011 werd met de aflevering van de eerste 13 lange trams begonnen. Om alle oude Tatratrams te kunnen vervangen, moeten tot 2017 nog 33 trams voor 92,3 miljoen euro besteld worden. De trams worden in de Bombardierfabrieken in Bautzen en Hennigsdorf gebouwd.

## Andere trambedrijven rond Berlijn
Het Berlijnse tramnet is nu het grootste van Duitsland alhoewel de bedrijven van Keulen, Mannheim-Ludwigshafen en Karlsruhe wat betreft grootte dicht in de buurt zitten.
Rondom Berlijn zijn nog vier andere trambedrijven te vinden:
- de Woltersdorfer Straßenbahn (tramlijn 87) (met meterspoor);
- de Schöneiche-Rüdersdorfer Straßenbahn (tramlijn 88);
- de Strausberger Eisenbahn (tramlijn 89);
- de Straßenbahn Potsdam (tramlijnnummers vanaf 90, zeven tramlijnen).

De tramlijnen 87 en 88 zijn nu nog echte relikwieën uit het DDR–tijdperk: kleine tramlijnen die door kleine dorpjes over enkelspoor rijden. Deze lijnen verbinden enkele slaperige dorpjes met een S-Bahnstation. Tramlijn 87 rijdt op meterspoor met nog tot in 2024 met oude kleine tweeassige trams die vanaf dat jaar vervangen werden door drie nieuw aangeschafte motorrijtuigen. 